# Владимировка (Давлекановский район)
Владимировка — упразднённая деревня Чуюнчинского сельсовета Давлекановского района Башкортостана.

## География
Располагалась в пределах Прибельской увалисто-волнистой равнины, у реки Такелга.

## История
Исключена из списков населённых пунктов в 1981 году согласно Указу Президиума ВС Башкирской АССР от 12.02.1981 N 6-2/66 «Об исключении некоторых населенных пунктов из учётных данных по административно-территориальному делению Башкирской АССР».

## Инфраструктура
Было развито сельское хозяйство, личное подсобное хозяйство.

## Транспорт
Просёлочные дороги.